# ABN 주말종합뉴스
《ABN 주말종합뉴스》는 경기도 성남 지역의 케이블 방송사인 아름방송의 주말뉴스 프로그램이다.

## 방송 시간
- 매일 밤 12시 ~ 12시 59분

## 진행자
- 이은정 아나운서

## ABN의 다른 뉴스프로그램
- ABN 뉴스투데이
- ABN 뉴스와이드
- ABN 뉴스현장

## 같이 보기
- ABN